# Spyridium mucronatum
Spyridium mucronatum är en brakvedsväxtart. Spyridium mucronatum ingår i släktet Spyridium och familjen brakvedsväxter.

## Underarter
Arten delas in i följande underarter:
- S. m. mucronatum
- S. m. multiflorum
- S. m. recurvum